# 城井正房
城井 正房（きい まさふさ）は、戦国時代の武将。豊前国の戦国大名。城井氏14代当主。城井谷城主。
大内氏に従っていたが後に反抗。大友氏らの援護をうけ善戦するも、大内氏に攻められ降伏。再び大内氏の支配下に入った。
室町幕府将軍・足利義稙の御前で「艾蓬（よもぎ）の射法」という先祖伝来の弓の技法を披露したという。享年は84。